# برونو دينيز
برونو دينيز (بالبرتغالية: Bruno Diniz‏) هو لاعب كرة قدم برازيلي في مركز حراسة المرمى، ولد في 16 مارس 1994 في ساو باولو في البرازيل. لعب مع نادي جل فيسنتي.

## وصلات خارجية
- برونو دينيز على موقع قاعدة بيانات كرة القدم.إي يو (الإنجليزية)
- برونو دينيز على موقع Soccerway.com (الإنجليزية)